# زباله‌گردی

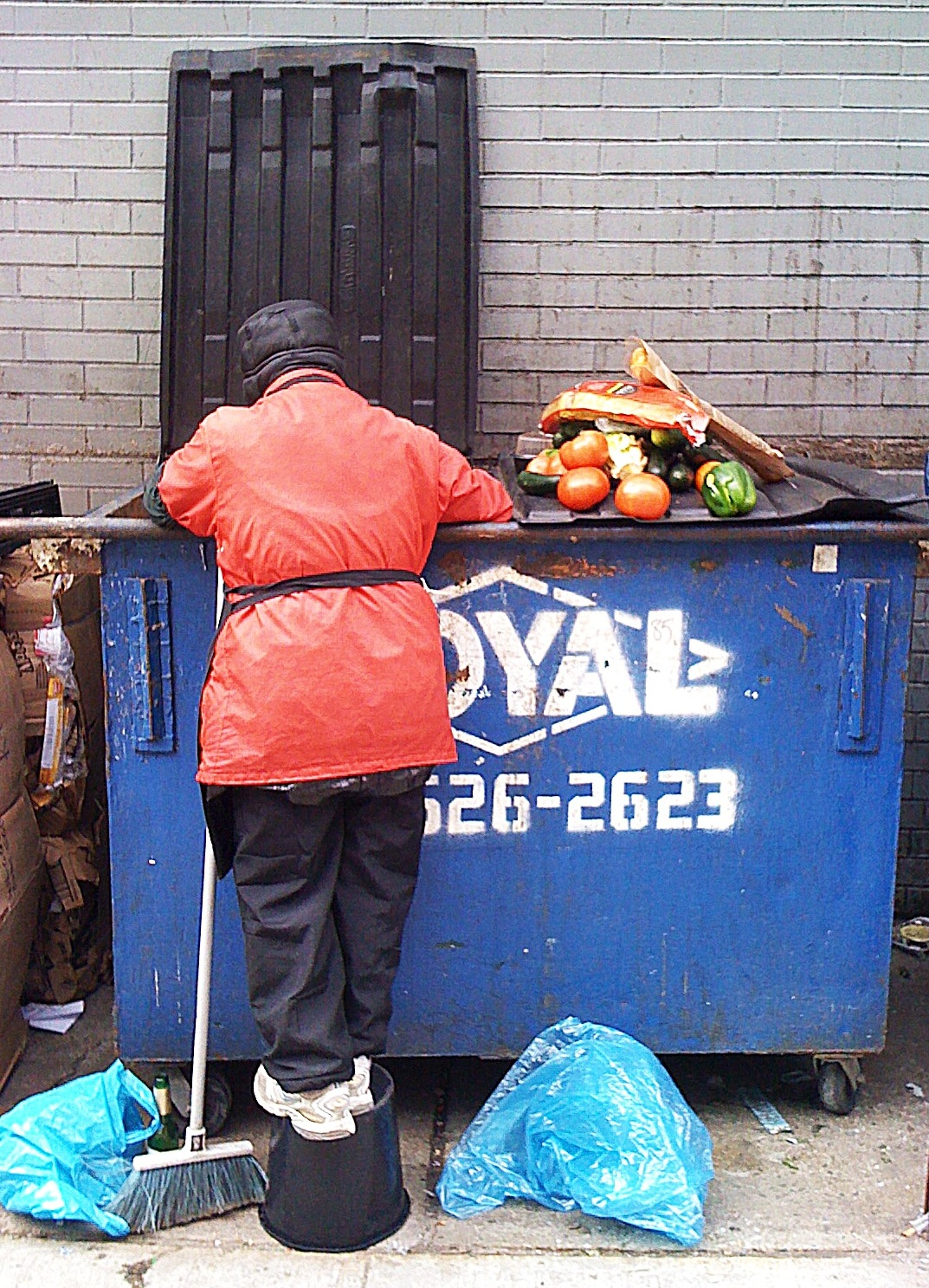
شخصی که در حال زباله‌گردی

زباله‌گردی (انگلیسی: Dumpster diving) اشاره به جستجوی درون ظروف مخصوص زباله در مکان‌های مختلف به جهت به دست آوردن چیزهایی که به از نظر صاحب آنها بی‌مصرف دانسته شده ولی توسط زباله‌گرد مفید دانسته می‌شود گفته می‌شود. زباله گردان سطل آشغال را برای اقلامی مانند لباس، مبلمان، غذا و اقلام مشابه در شرایط کاری خوب و کاربردی هستند جستجو می‌کنند. برخی از افراد به دلیل به دلیل فقر مالی انجام می‌دهند و گروهی دیگر این کار را به دلایل ایدئولوژیک انجام می‌دهند، در حالی که برخی دیگر به صورت حرفه ای و سیستماتیک این کار را برای سود انجام می‌دهند.
تفکیک‌گر زباله (به انگلیسی: Waste picker) یا خریدار مواد بازیافتی، فردی است که مواد قابل استفاده مجدد یا قابل بازیافت را که توسط دیگران دور انداخته می‌شود، تفکیک می‌کند و آن‌ها را برمی‌دارد. اشکال مختلف جمع‌آوری زباله از زمان دوران قدیم انجام می‌شده‌است، اما شکل جدید جمع‌آوری زباله در دنیای مدرن، در طول صنعتی شدن و در قرن نوزدهم میلادی رایج شد.
میلیون‌ها زباله‌گرد در سراسر جهان، به ویژه در کشورهای در حال توسعه وجود دارد، اما به‌طور فزاینده در کشورهای پس از صنعت نیز وجود دارد.

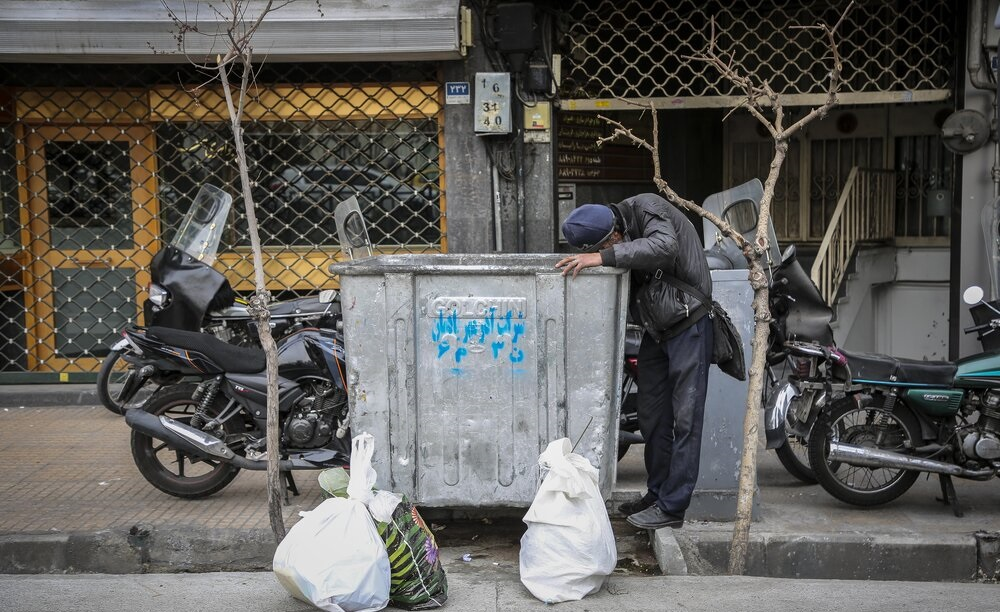
یک زباله گرد در ایران

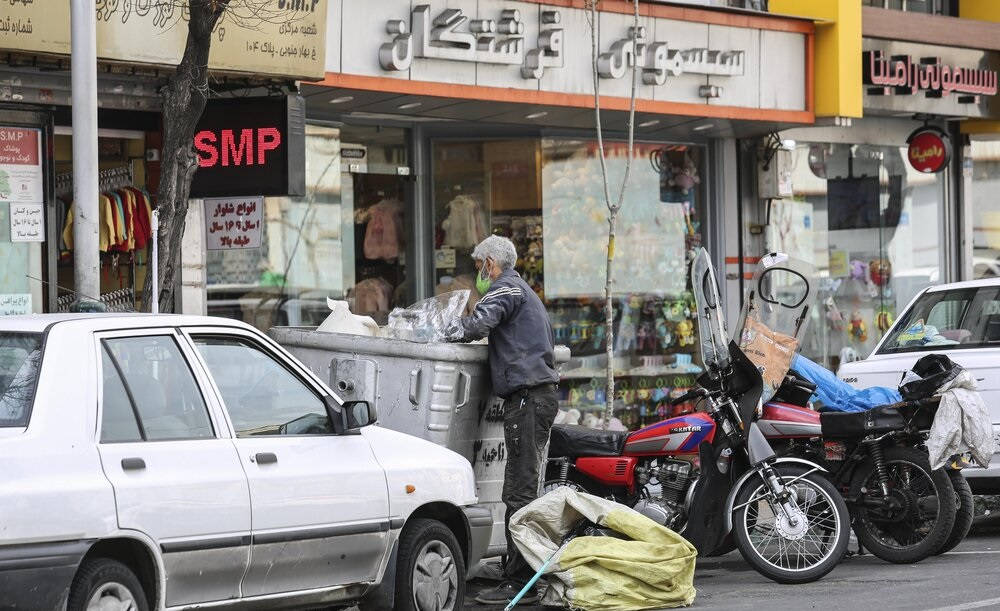
یک زباله گرد در ایران

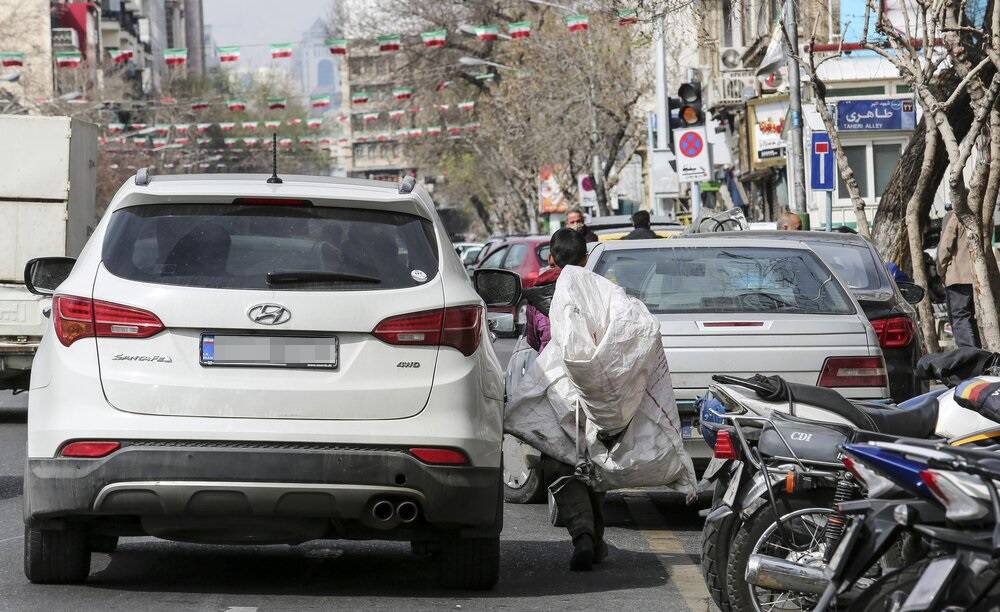
یک کودک زباله گرد در کنار یک ماشین گران‌قیمت در ایران

## پراکندگی و جمعیت‌شناسی
از جمله دشواری‌های تحلیل وضعیت زباله‌گردان، کمبود اطلاعات قابل اعتماد دربارهٔ تعداد و بافت جمعیت‌شناختی جمع‌کننده‌های زباله در سراسر جهان می‌باشد. در واقع بیشتر تحقیقات علمی انجام شده بر روی افراد جمع‌کننده زباله، شکل کیفی و نه کمی داشته است و به همین دلیل جمع‌آوری داده‌های سیستماتیک و نظامند در مقیاس بزرگ دربارهٔ این موضوع دشوار می‌باشد.
از سوی دیگر به دلیل ماهیت غیررسمی کار زباله‌گردی، قلمرو نامشخص و درهم‌تنیده بودن مرزهای این شغل، نوسان نیروی کار فصلی افراد درگیر این فعالیت و به‌طور کلی گستردگی و پراکندگی افراد فعال در زمینه جمع‌آوری زباله، موجب شده است ارائه تحلیل‌های دقیق آماری دربارهٔ موضوع زباله گردی دشوار گردد. از طرف دیگر بسیاری از پژوهشگران از ترس آنکه ممکن است داده‌های آنان برای توجیه فشار و سرکوب زباله‌گردها توسط مقامات مورد استفاده قرار گیرد، تمایلی به تولید داده‌های کمی در ارتباط با مقوله زباله‌گردی را ندارند؛ بنابراین، تخمین‌هایی که با مقیاس بزرگ در این رابطه وجود دارد، عمدتاً بر اساس نمونه‌های تحقیقاتی بسیار کوچک استخراج شده است.
در سال ۱۹۹۸، بانک جهانی تخمین زده است که ۱–۲ درصد از جمعیت جهان از طریق برداشتن زباله‌ها زیست می‌کنند. یک مطالعه در سال ۲۰۱۰ برآورد می‌کند که تنها در کشور هند ۱/۵ میلیون جمع‌کننده زباله وجود دارد. از سوی دیگر برزیل، کشوری که به شکل جدی آمارهای مربوط به زباله گردی را جمع‌آوری می‌کند، تخمین می‌زند که تقریباً یک چهارم میلیون نفر از شهروندان برزیلی در فعالیت‌های مربوط به جمع‌آوری زباله شرکت می‌کنند.
درآمد جمع‌کنندگان زباله با توجه به متغیرهایی مانند محل کار، شکل کار و جنسیت به شدت متفاوت از یکدیگر می‌باشد. برخی از جمع‌کننده‌های زباله در فقر شدید زندگی می‌کنند، اما بسیاری دیگر چندین برابر حداقل دستمزد کشور خود درآمد به‌دست می‌آورند. مطالعات جدیدتر نشان می‌دهد که جمع‌کننده‌های زباله در بلگراد، صربستان، حدود ۳ دلار در روز به دست می‌آورند، در حالی که جمع‌کننده‌های زباله در کامبوج معمولاً ۱ دلار در روز کسب درآمد دارند. همچنین آمارهای رسمی در برزیل نشان می‌دهد که در حوزه زباله‌گردی مردان بدون در نظر گرفتن سن، بیش از زنان درآمد کسب می‌کنند و تقریباً دو سوم از جمع‌کننده‌های زباله برزیل به‌طور کلی مردان هستند.

## ایران
طبق آخرین آماری که مقامات ایران در تاریخ ۲۲ خرداد ۱۳۹۸ دادند، تنها در تهران ۱۴ هزار زباله‌گرد وجود دارد که یک سوم آنها یعنی ۴ هزار و ۷۰۰ نفر کودک هستند. از جمله عوامل رشد پدیده زباله‌گردی در ایران رشد اقتصاد غیررسمی در کشور می‌باشد. آنچه که بر رشد اقتصاد غیررسمی زباله گردی تأثیرگذار می‌باشد شامل عوامل اقتصادی (فقر، بیکاری، تورم، نابرابری درآمدها)، عوامل نهادی و ساختاری (ماهیت ساختارهای قانونی، نحوه نظارت دولتی، فساد اداری و اقتصادی) می‌باشد.

### زباله‌گردی کودکان
مونیکا نادی، عضو انجمن حمایت از حقوق کودکان، روز چهارشنبه ۱۹ شهریور ۱۳۹۹، اعلام کرد کودکان کار در حاشیه شهرها در مکان‌های مملو از زباله به نام «گود» زندگی و زباله‌گردی می‌کنند و گفت: «کودکان زباله‌گرد به گودها می‌روند و در آن‌جا در شرایط بسیار سخت و عجیبی زندگی و هم زباله‌گردی می‌کنند.».
او ضمن انتقاد از عدم توجه به گودها گفت: «این‌که ما کودکان زباله‌گرد را از سطح شهر جمع کنیم، اما به گودها توجهی نکنیم و نظارتی بر آن‌ها نداشته باشیم، طبیعتاً نمی‌تواند نظارت کارآمد بر کودکان زباله‌گرد را به وجود بیاورد.» او زباله‌گردی را وسیله امرار معاش این کودکان دانست و ریشه آن را «فقر و مشکلات معیشتی» عنوان کرد. او از ادامه زباله‌گردی با وجود وعده مسئولان خبر داد و گفت: «خدمات حمایتی و اجتماعی آنان اجرا نمی‌شود و پیمانکاران به راحتی کودکان را به کار می‌گیرند.» عضو کمیته حقوقی انجمن حمایت از حقوق کودکان «خشونت علیه کودکان کار» را از دیگر مشکلات آن‌ها عنوان کرد.
روز ۲۵ خرداد ۱۳۹۹، یکی از مسئولان شهرداری تهران گفت این کودکان در سطح شهر «در مخازن زباله به صورت کتفی و کولی زباله جمع می‌کردند» و در مورد نحوه کار آنها توضیح داد:
«معمولاً این کودکان در جمع‌های کوچک خانوادگی کار می‌کنند و معمولاً از کشور افغانستان و از شهر هرات آمدند که بر اساس روابط خانوادگی در گاراژها و گودهای خارج از تهران دور یکدیگر جمع شده و مشغول زباله‌گردی هستند… که این افراد معمولاً ظهرها سوار خودرو شده و به تهران می‌آیند و هر پنج تا شش خیابان در اختیار یک گروه است که موظف هستند مخازن این خیابان‌ها را گشته و پسماند خشک آن را بردارند و معمولاً تا ساعت ۱۲ تا ۲ بامداد نیز فعال هستند و بعد از آن به همراه زباله‌هایشان توسط خودروهای پوشیده شده به گاراژها برگردانده می‌شوند و صبح‌ها نیز به تفکیک زباله مشغول هستند.»— گزارش همشهری
روزنامه همشهری در ۲۶ مرداد ۱۳۹۹، در گزارشی نوشت «تهران ۴ هزار و ۷۰۰ کودک زباله‌گرد دارد که تقریباً نیمی از آنان نان‌آور خانه هستند» و درآمد هر زباله گرد خرد ۵۰ هزار تومان در روز و در مناطق شمالی تا ۸۰ هزار تومان هم می‌رسد. در ادامه گزارش آمده که:
«زباله‌گردی در هر منطقه قیمت خودش را دارد. درواقع هر منطقه یک پیمانکار دارد و بررسی‌ها نشان داده که معمولاً پیمانکار هر ۵ تا ۶ خیابان را به یک گروه واگذار می‌کند و معمولاً از ۳ تا ۵ میلیون تومان از این زباله گردها می‌گیرد و به آنها کارتی می‌دهد که نشان مالکیت آنان بر خیابان‌هاست.»— روزنامه همشهری
از سختی‌ها و مخاطرات کار زباله‌گردی می‌توان به تجربهٔ خشونت ازسوی ناظران کارفرما و بازرسان شهرداری، ساعات کار طولانی و خستگی مفرط، کار در سرما و گرما، پیاده‌روی طولانی به همراه حمل بار سنگین، تفکیک زباله‌ها از داخل سطل‌های زباله و زباله‌های تر، بوی بسیار بد و مشمئزکنندهٔ زباله‌ها و سطل‌ها، امکان زخمی شدن به هنگام جمع‌آوری زباله، کار دور از خانواده و وطن، ناامن و کثیف بودن محل اسکان، تخریب مکرر محل اسکان ازسوی شهرداری و دستگاه قضائی، نگاه ترحم‌آمیز شهروندان و شکل‌گیری احساسات منفی در کودکان، درگیری با سایر زباله‌گردها و بی‌خانمان‌ها، عدم دسترسی به امکانات مناسب رفاهی و بهداشتی مانند دستشویی و حمام مناسب در محل اسکان، نداشتن ابزار و لباس کار مناسب، زندگی با بزرگسالان، اشاره کرد.

## قوانین بین‌المللی
سازمان جهانی کار در سال ۱۹۹۹ در هشتاد و هفتمین اجلاس جهانی خود کنوانسیونِ حذف فوری بدترین اشکال کار کودکان را تصویب کرد. این قانون، که پس از مصوبهٔ سال ۱۹۷۳ مبنی بر تعیین حداقل سن استخدام در کشورهای جهان به تصویب رسید، بر آن بود که با اقدامات ملی و فراملی از استثمار کودکان جلوگیری کند و مانع به‌کارگیری آنها در مشاغل سخت و زیان‌آور شود. ازجمله موارد مهمی که در این کنوانسیون بر آن تأکید شد آموزش و پرورش رایگان و توجه به نیازهای اساسی کودکان و خانوادهٔ آنها به منظور جلوگیری از کار کودکان بوده است.